# 岡山三菱ふそう自動車販売
岡山三菱ふそう自動車販売株式会社（おかやまみつびしふそうじどうしゃはんばい）は、岡山県岡山市中区に本社を置く、三菱ふそうトラック・バスが製造したトラック・バスを取り扱う自動車販売会社。両備ホールディングスの持分法適用会社であり、同社と三菱ふそう社がそれぞれ50%ずつ出資している。
上記の出資理由などから、「三菱ふそうトラック・バス ○○ふそう」の名称による製造元による直轄運営化と広域統合の対象とはならない。
2024年7月3日、三菱ふそうトラック・バスの地域販売部門「中国ふそう」による直轄販売としていた岡山県以外の中国地方4県についても、より地域に密着したサービス体制の強化を目指し、三菱ふそうトラック・バス（20%）・両備ホールディングス（40%）、両備ファイナンス（40%）の3社共同出資で「三菱ふそう中国地区販売株式会社」を設立し（本社：広島県安芸郡坂町）、2025年2月3日に事業を開始した。設立時点では岡山三菱ふそうの社長が、三菱ふそう中国地区販売の社長を兼務している。

## 概要
岡山県内において、三菱ふそう車の新車・中古車（三菱自動車工業の頃に製造された車両を含む）と、産業用のエンジンの販売・修理などを行っている。

## 沿革
沿革
- 1962年
  - 4月 - 三菱ふそう自動車 中国支社から分離独立し、岡山ふそう自動車株式会社を設立。
  - 10月 - 岡山市北区大供から北区西長瀬に本社社屋と工場を新築移転。
- 1966年10月 - 岡山三菱ふそう自動車販売株式会社に商号変更。同時に西長瀬から兼基（現所在地）に本社社屋と工場を新築移転。
- 1968年7月 - 津山市津山口に津山営業所を開設。
- 1969年12月 - 浅口市鴨方町に鴨方支店を開設。
- 1974年7月 - 津山市高尾（現所在地）に津山営業所を移転。
- 1979年6月 - 津山営業所を支店に昇格。
- 1980年4月 - 鴨方支店を倉敷市水島に移転し水島支店を開設。
- 1995年5月 - 岡山市南区藤田に岡山西支店を開設。
- 1999年2月 - 総社市井尻野に総社支店を開設。
- 2011年11月 - 水島支店に新工場増築。
- 2022年5月 - 津山支店に新工場増築。

## 拠点
- 本社・岡山東支店 - 岡山市中区兼基27-1
- 岡山西支店 - 岡山市南区藤田657-1
- 水島支店 - 倉敷市水島川崎通一丁目1-562
- 津山支店 - 津山市高尾631
- 総社支店 - 総社市井尻野391-1